# Kappelen (Berna)
Kappelen (em francês: Chapelle) é uma comuna da Suíça, situada no distrito administrativo de Seeland, no cantão de Berna. Tem 10,98 km² de área e sua população em 2018 foi estimada em 1.419 habitantes.